# Jeanne Korevaar
Jeanne Korevaar (* 24. September 1996 in Groot-Ammers) ist eine niederländische Radrennfahrerin.

## Sportlicher Werdegang
Korevaar stammt aus einer radsportbegeisterten Familie, auch ihr älterer Bruder Merijn Korevaar fuhr für mehrere Kontinentalteams. Als Juniorin nahm Jeanne Korevaar 2013 und 2014 an den Weltmeisterschaften teil und war jeweils unter den besten Zehn im Straßenrennen der Juniorinnen.
Ab 2015 fuhr Korevaar für Rabobank-Liv und blieb bis 2023 bei diesem Team, das mehrfach den Namen wechselte. Ihre beste Saison hatte sie 2018, als sie erst die Nachwuchswertungen zweier internationaler Rennen gewann und gegen Ende der Saison eine Etappe der Lotto Belgium Tour. In dieser Saison wurde sie auch in der Elite-Nationalmannschaft bei den Weltmeisterschaften aufgestellt.
In Eintagesrennen kamen Korevaars beste Resultate im Omloop Het Nieuwsblad, wo sie 2018 und 2019 die Ränge 7 bzw. 6 belegte; im Etappenrennen Simac Ladies Tour war sie 2021 Zehnte. 2018, 2019 und 2021 fuhr sie den Giro Donne, von 2022 bis 2024 jeweils die Tour de France Femmes. Bei der Fusion ihres Teams mit Liv AlUla Jayco Ende 2023 wurde sie übernommen. Am Ende der Saison 2024 holte sie in der Simac Ladies Tour die Bergwertung.

## Erfolge
2018
Nachwuchswertung Women’s Herald Sun Tour
Nachwuchswertung Boels Ladies Tour
eine Etappe Lotto Belgium Tour
2024
Bergwertung Simac Ladies Tour